# قاي غرين (مخرج أفلام)
قاي غرين (بالإنجليزية: Guy Green)‏ (و. 1913 – 2005 م) هو مخرج أفلام، ومصور سينمائي، وكاتب سيناريو، ومنتج أفلام بريطاني، ولد في مقاطعة سومرست، توفي في لوس أنجلوس، عن عمر يناهز 92 عاماً، بسبب قصور كلوي.

## جوائز وترشيحات
حصل على جوائز منها:
- نيشان الامبراطورية البريطانية من رتبة ضابط
- جائزة الأوسكار لأفضل تصوير سينمائي أسود وأبيض ‏، عن عمل: توقعات عظيمة

ترشح لـ:
جائزة الأوسكار لأفضل تصوير سينمائي أسود وأبيض ‏، عن عمل: توقعات عظيمة.

## وصلات خارجية
- قاي غرين على موقع IMDb (الإنجليزية)
- قاي غرين على موقع ألو سيني (الفرنسية)
- قاي غرين على موقع أول موفي (الإنجليزية)
- قاي غرين على موقع قاعدة بيانات الأفلام السويدية (السويدية)
- قاي غرين على موقع إن إن دي بي (الإنجليزية)
- قاي غرين على موقع قاعدة بيانات الفيلم (الإنجليزية)
- قاي غرين على موقع كينوبويسك (الروسية)